# Aphanogmus virginiensis
Aphanogmus virginiensis är en stekelart som beskrevs av William Harris Ashmead 1893. Aphanogmus virginiensis ingår i släktet Aphanogmus och familjen pysslingsteklar. Inga underarter finns listade i Catalogue of Life.